# Torphichen
Torphichen est un village situé dans le West Lothian, en Écosse.